# Поместный собор Православной церкви Украины (2023)
Поместный собор Православной церкви Украины (укр. Помісний собор Православної церкви України 27 липня 2023 року) — поместный собор, который состоялся 27 июля 2023 года в Софийском соборе в Киеве. На соборе рассматривалось утверждение перехода Православной церкви Украины на новоюлианский календарь. Поместный собор возглавлял митрополит Киевский и всея Украины Епифаний (Думенко).

## Предыстория и подготовка
В 1582 году в Inter gravissimas епископом римским Григорием XIII был опубликован григорианский календарь для исправления ошибки в юлианском календаре, что вызвало ошибочное исчисление даты Пасхи. Целью внедрения григорианского календаря была ликвидация оползня весеннего равноденствия, ведь от введения юлианского календаря к XVI веку возникла разница в 10 дней по сравнению с фактическим наступлением равноденствия. Юлианский календарь основывался на том, что год длится 365,25 дня, на самом деле продолжительность года составляет 365,2422 дня, и поэтому в течение веков календарь все больше отклонялся от параметров орбиты Земли. Средняя продолжительность года по григорианскому календарю составляет 365,2425 дня.
Несмотря на то, что реформа папы Григория XIII была принята в самой торжественной форме, папской булле, Inter gravissimas не имела силы в других юрисдикциях, кроме Католической церкви и Папской области. Предлагаемые изменения были изменениями в гражданском календаре, над которыми он не имел формальных полномочий в других государствах или христианских церквях. Изменения должны быть установлены гражданскими органами каждого государства, чтобы иметь юридическую силу. Папская булла стала каноническим правом Католической церкви в 1582 году, но сразу же не приняли североевропейские (протестантские) и восточноевропейские (православные и исламские) государства и некоторые другие.
Восточноевропейские государства начали принимать григорианский календарь в 1910-х и 1920-х годах. Чтобы между гражданским и церковным календарями не было разницы в 13 дней, в 1923 году в Константинополе проходил Синаксис представителей Восточных православных церквей, созванный Вселенским патриархом Мелетием IV. Греческие православные церкви (кроме Иерусалимского патриархата) и другие православные церкви приняли новый календарь, разработанный сербским астрономом, профессором математики и небесной механики Белградского университета Милутином Миланковичем — новоюлианский календарь, совпадающий с григорианским календарем до 2800 года.
С началом российско-украинской войны и после того, когда 16 ноября 2017 года Рождество Христово 25 декабря по григорианскому календарю стало государственным выходным в Украине, вопрос перехода Православной церкви Украины на новоюлианский календарь активизировался ежегодно с приближением Рождества Христова. Вопрос календарной реформы остро встал после начала полномасштабного российского вторжения в Украину в 2022 году, ведь, как утверждают некоторые публицисты и церковники, из-за использования старого стиля вместе с Русской православной церковью Украина находится в сфере «русского мира».
18 октября 2022 года Православная церковь Украины разрешила епархиям проводить богослужения на Рождество Христово по новоюлианскому календарю, то есть 25 декабря. 2 февраля 2023 г. Священный синод разрешил и утвердил порядок благословения приходам и монастырям на полное использование новоюлианского календаря, а 24 мая 2023 г. было решено провести заседание Архиерейского собора, где был вынесен вопрос календарной реформы.
Решением № 24 Синода Православной церкви Украины от 23 мая 2023 было принято проведение 27 июля 2023 г. Поместного собора Православной церкви Украины, определен состав членов Поместного собора согласно Уставу Православной церкви Украины и приняты другие необходимые организационные решения по его созыву.
На Архиерейском соборе Православной церкви Украины 24 мая 2023 было принято решение о переходе Православной церкви Украины на новоюлианский календарь с 1 сентября 2023 года, однако постановление Архиерейского собора должен утвердить Поместный собор 27 июля 2023 года.

## Ход собора и итоги
В ходе заседания Поместного собора на котором присутствовало 161 делег, 156 голосами (против проголосовало 5 человек) переход на новый стиль был окончательно утверждён.